# François-Napoléon-Marie Moigno
François-Napoléon-Marie Moigno (también conocido con el apelativo de Abbé Moigno), (15 de abril de 1804 – 14 de julio de 1884) fue un sacerdote jesuita francés, físico y escritor. Se consideraba a sí mismo un discípulo de Cauchy.

## Vida

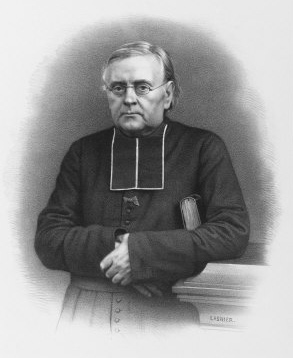
Abbé François-Napoléon-Marie Moigno (aproximadamente 1870)

Moigno nació en 1804 en Guémené-sur-Scorff, Morbihan, en Bretaña. Se educó en el colegio jesuita de Sainte-Anne-d'Auray, e ingresó como novicio en la Compañía de Jesús el 2 de septiembre de 1822. Completó sus estudios teológicos en Montrouge, dedicando su tiempo de ocio a las matemáticas y a la física.
Tras el estallido de la Revolución de 1830, los jesuitas fueron expulsados de Francia, y se instaló en Brig, Suiza. Allí  aprendió varias lenguas, incluyendo el hebreo y el árabe. En 1836 fue nombrado profesor de matemáticas en la Universidad de Sainte-Geneviève, Rue des Postes, en París, donde se hizo conocido no solo como estudioso, sino también como predicador y escritor. Escribió numerosos artículos para la prensa; y estaba especialmente orgulloso de una de sus obras más conocidas, "Leçons de calcul différentiel et de calcul intégral", basada principalmente en los métodos de Cauchy, de la que ya había publicado el primer volumen cuando dejó la Compañía de Jesús en 1843.
Poco después emprendió un recorrido por Europa, contribuyendo con varias cartas a la revista "L'Epoque". Actuó como capellán del Liceo Luis el Grande desde 1848 a 1851. Convertido en editor científico de las revistas "Presse" en 1850 y "Pays" en 1851, en 1852 fundó la revista científica "Cosmos". En 1862 inició la publicación de "Les Mondes" y quedó vinculado con el clero de Saint-Germain-des-Prés (París). En 1873 fue nombrado canónigo de la colegiata de la Basílica de Saint-Denis, donde murió en 1884.

## Trabajos
Moigno fue un escritor prolífico, un divulgador de la ciencia más que un investigador original. También tradujo al francés numerosas memorias científicas en inglés e italiano, y editó la publicación "Actualités scientifiques".
Entre sus trabajos destacan:
- "Répertoire d'optique moderne" (Paris, 1847–50);
- "Traité de télégraphie électrique" (Paris, 1849);
- "Leçons de mécanique analytique" (Paris, 1868);
- "Saccharimétrie" (Paris, 1869);
- "Optique moléculaire" (Paris, 1873);
- "Les splendeurs de la foi" (Paris, 1879–83);
- "Les livres saints et la science" (Paris, 1884), etc.,

así como numerosos artículos en "Comptes Rendus", "Revue Scientifique", "Cosmos" y otras revistas.

## Eponimia
- El cráter lunar Moigno lleva este nombre en su memoria.[1]